# مروواتس
مروواتس (به صربی: Merovac) یک منطقهٔ مسکونی در صربستان است که در پروکوپلیه واقع شده‌است. مروواتس ۱۷۴ نفر جمعیت دارد.